# La Gauloise (bière)
Pour les articles homonymes, voir La Gauloise.
 (octobre 2020).
Si vous disposez d'ouvrages ou d'articles de référence ou si vous connaissez des sites web de qualité traitant du thème abordé ici, merci de compléter l'article en donnant les références utiles à sa vérifiabilité et en les liant à la section « Notes et références ».
La Gauloise est une bière belge.
Contrairement à beaucoup de bières locales en Région wallonne, qui sont souvent liées traditionnellement ou historiquement à une abbaye, elle n'est pas trappiste.

## Historique
Elle est fabriquée à Purnode, dans la Brasserie du Bocq, une des brasseries wallonnes demeurant des entreprises familiales. La Gauloise est brassée depuis la fin de la Première Guerre mondiale et est la plus ancienne bière de la brasserie. Le nom de Gauloise lui fut donné en raison des nombreux sites gallo-romains découverts dans la région.

## Variétés

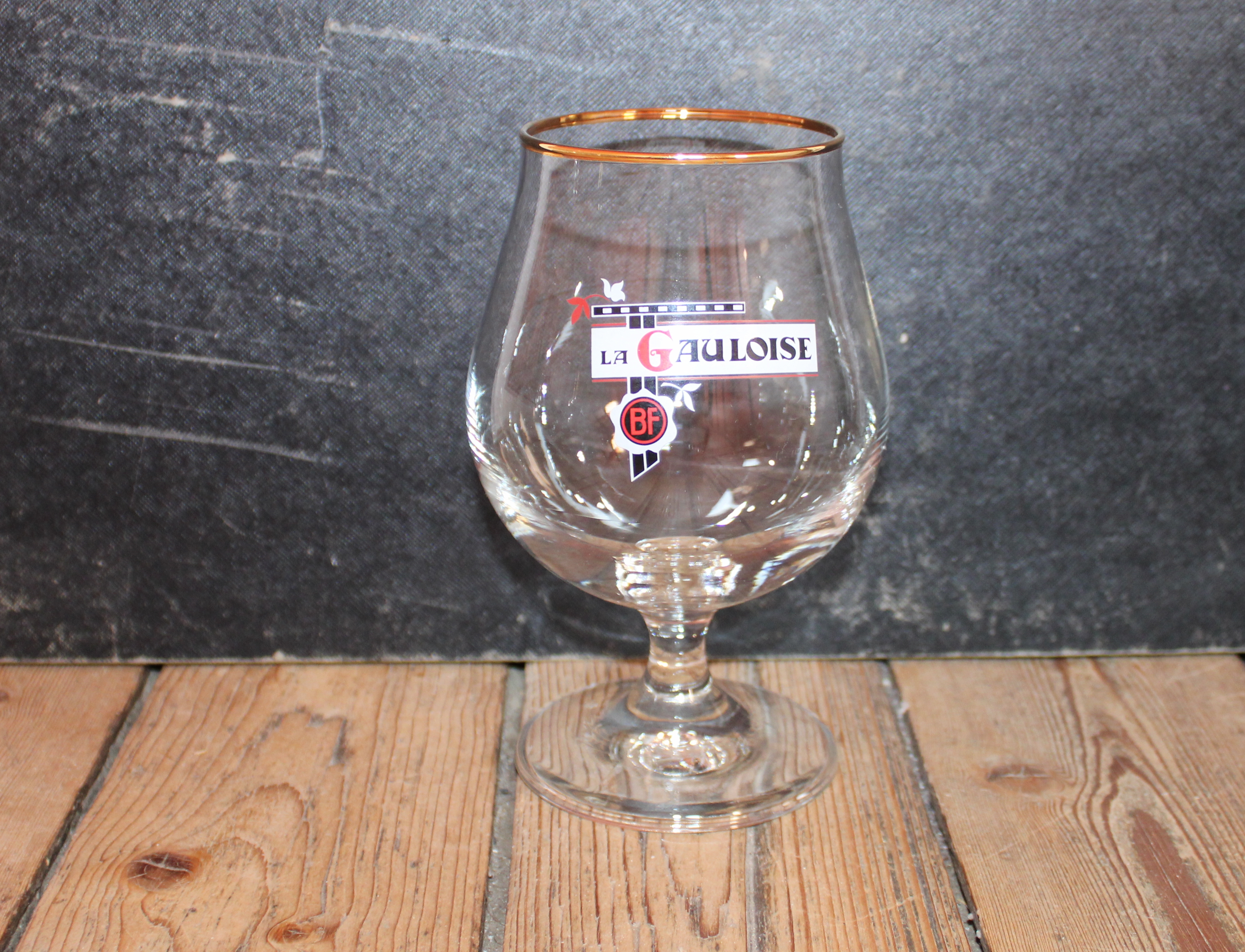
Verre à bière La Gauloise.

La Gauloise se décline en 5 variétés :
- Gauloise Blonde - 6,3 % vol.
- Gauloise Fruits rouges - 8,2 % vol. - bière de couleur rouge.
- Gauloise Ambrée - 5,5 % vol.
- Gauloise Brune - 8,1  vol.
- Gauloise Christmas - 8,1 % vol. - bière noire de saison.

## Prix
- La Gauloise Blonde a remporté la médaille d'or à l'Australian International Beer Awards en 2008 dans la catégorie Belgian and French Style Ale.
- La Gauloise Blonde a remporté la médaille d'argent à l'Australian International Beer Awards en 2008 dans la catégorie Strong Golden Ale.
- La Gauloise Blonde a remporté la médaille d'argent à l'Australian International Beer Awards en 2009 dans la catégorie Abbaye Style, Dubbel and Tripel.
- La Gauloise Blonde et la Gauloise Ambrée ont remporté la médaille de bronze à l'Australian International Beer Awards en 2009 dans la catégorie Others.
- La Gauloise Ambrée a obtenu la première place à l'European Beer Star Award en 2009 et a remporté la médaille d'Or dans la catégorie Belgian Ale.
- La Gauloise Brune a remporté la médaille de bronze à l'European Beer Star Award dans la catégorie Belgian Dubbel en 2009.
- La Gauloise Ambrée a remporté la médaille d'argent au World Beer Awards en 2009 dans la catégorie Pale Ale – Strong.
- La Gauloise Ambrée a remporté la médaille d'argent à l'Australian International Beer Awards en 2010 dans la catégorie Saison.
- La Gauloise Triple Blonde a obtenu la médaille de bronze à l'European Beer Star Award en 2012 dans la catégorie Belgian-Style Strong Ale.